# Diplazium consacense
Diplazium consacense är en majbräkenväxtart som beskrevs av Georg Hans Emmo Wolfgang Hieronymus.
Diplazium consacense ingår i släktet Diplazium och familjen Athyriaceae. Inga underarter finns listade i Catalogue of Life.